# Virtua Tennis 4
Virtua Tennis 4 (in Japan: Sega Professional Tennis: Power Smash 4) ist eine Tennissportsimulation des japanischen Computerspielherstellers Sega aus dem Jahr 2011. Sie erschien für die Spielkonsolen PlayStation 3, Xbox 360, Wii, für Microsoft Windows und als Arcade-Automat. Die als Launchtitel für die mobile Spielkonsole PlayStation Vita veröffentlichte Fassung trägt den Titelzusatz World Tour Edition.

## Spielprinzip

### Allgemein
Auf den stationären Konsolen PlayStation 3, Xbox 360 und Wii unterstützt das Programm die jeweiligen Bewegungssteuerungen (Move, Kinect bzw. Motion Plus), allerdings nur unter dem Menüpunkt Motion Play. Uneingeschränkt kann das Spiel mit dem üblichen Standard-Gamecontroller gespielt werden. Das Schlagrepertoire besteht aus Slice, Lob oder Topspin. Dazu kann der Spieler sogenanntes Game Momentum aufbauen, das durch eine Leiste symbolisiert wird. Aufgebaut wird es durch Spielaktionen, die dem üblichen Spielstil der ausgewählten Spielerfigur entsprechen. Ist die Leiste gefüllt, kann die Spielfigur einen besonders schwer zu konternden Superschlag ausführen. Die Kamera schaltet dabei in eine Nahansicht, um den Schlag in Szene zu setzen.
Folgende Spieler stehen zur Auswahl:
- Männer: Federer, Djokovic, Nadal, Murray, Roddick, Haas, Kohlschreiber, del Potro, Monfils, Gonzales, Seppi
- Frauen: Wozniacki, Ivanovic, Sharapova, Williams, Kusnezowa, Robson, Tschakwetadse
- Legenden (PS3-exklusiv): Becker, Edberg und Rafter

### Spielmodi
Im Karrieremodus versucht der Spieler in vier Saisons an die Weltspitze vorzudringen. Auf einer Weltkarte werden ähnlich einem Brettspiel verschiedene Stationen angezeigt. Durch zufällig vergebene Tickets rückt man ein bis vier Felder voran und spielt, auf den Zielfeldern angekommen, Turniere oder als Trainingsevents bezeichnete Minispiele. Trainingsevents geben Kondition für Showmatches, die wiederum die Bekanntheit steigern und dem Spieler damit neue Turniereinladungen bescheren können. Das Ende einer Saison wird durch ein Grand-Slam-Turnier markiert. Für Turniere erhält der Spieler Spielwährung, die er in einem Shop gegen Kleidung und Accessoires eintauschen kann.
Weitere Modi sind die als Showmatch bezeichnete Schnellspiele gegen einen beliebig ausgewählten Gegner, eine Reihe von Mini-Spielen im sogenannten Partymodus und der Arcade-Modus. In letzterem versucht man mit seinem ausgewählten Profi eine möglichst lange Siegesserie gegen die verschiedenen Gegenspieler zu erzielen.

### World Tour Edition
Die Vita-Fassung bietet statt der Bewegungssteuerung spezielle Anpassungen für die Touchpad-Funktionalität der Handheld-Konsole. Der Spieler kann seine Figur entweder durch Antippen auf dem Touchdisplay oder den Analogstick bewegen, auch die Art der ausgeführten Schläge kann per Toucheingabe erfolgen. Zwei Spieler können auf derselben Konsole mittels Touchdisplay aus einer Vogelperspektive gegeneinander spielen. Durch die integrierte Kamera des Geräts kann der Spieler ein Foto von sich aufnehmen und eine eigene Spielfigur damit erstellen. Im Ego-Modus kann der Spieler sich auf dem virtuellen Spielplatz durch Drehen und Kippen der Konsole umschauen.

## Entwicklung
Sony kündigte das Spiel im Rahmen seiner Gamescom-Pressekonferenz August 2010 für die PlayStation 3 mit Unterstützung für die Bewegungssteuerung Move und stereoskopischem 3D an. Im Januar 2011 wurde von Sega eine Portierung auf Xbox 360 und Wii mit Unterstützung der jeweiligen Bewegungssteuerungen (Kinect bzw. Motion Plus) angekündigt. Im März 2011 wurde schließlich auch eine PC-Veröffentlichung angekündigt. Im selben Jahr war Virtua Tennis ein Launchtitel der tragbare Konsole PlayStation Vita, mit Sonderfunktionen für das Touchpad-Feature der Vita.
Am 23. April 2015 wurde das Spiel wegen auslaufender Lizenzen aus den Digitalstores entfernt.

## Rezeption
Die Kritiken zu Virtua Tennis fielen gemischt aus.

„Der Titan wankt und fällt: edel aufgemachtes, aber spielerisch zu träges und unflexibles Sportspiel mit reichlich Umfang.“

„Unkompliziert und schnell: Mit Virtua Tennis 4 gibt's viel Spielspaß, vor allem zusammen mit Freunden.“

“Not just for tennis lovers, Virtua Tennis 4: World Tour Edition is an enjoyable, well-rounded game. Easy to pick up for players of all levels, but difficult to master”

„Nicht nur für Tennisliebhaber ist Virtua Tennis 4: World Tour Edition ein unterhaltsames, gut abgerundetes Spiel. Leicht zu verstehen für Spieler auf jeglichem Niveau, aber schwer zu meistern.“